# Krépin Diatta
Krépin Diatta (* 25. Februar 1999 in Ziguinchor) ist ein senegalesischer Fußballspieler, der seit Januar 2021 beim französischen Erstligisten AS Monaco unter Vertrag steht. Der Offensivspieler ist seit März 2019 senegalesischer Nationalspieler.

## Karriere

### Verein
Diatta unterzeichnete am 26. Februar 2017 einen Vierjahresvertrag beim Erstligisten Sarpsborg 08 FF, nachdem er zuvor bereits in seiner Heimat Senegal in der Oslo Football Academy spielte. Sein Ligadebüt gab er am 2. April 2017 beim 3:1-Heimsieg gegen Sogndal Fotball. Am 26. April erzielte er beim 10:1-Auswärtssieg im Pokalspiel gegen  Drøbak-Frogn IL einen Dreierpack. Sein erstes Ligator folgte am 13. August beim 2:2-Unentschieden gegen den Kristiansund BK. Am Ende der Saison 2017 hatte er in 22 Ligaeinsätzen drei Tore und acht Vorlagen auf dem Konto.
Am 3. Januar 2018 wechselte Krépin Diatta für eine Ablösesumme in Höhe von zwei Millionen Euro zum belgischen Erstligisten FC Brügge, wo er einen 4½-Jahresvertrag unterschrieb. Sein Debüt gab er am 8. April bei der 0:1-Auswärtsniederlage gegen KAA Gent. Mit acht Einsätzen in der Meisterschaftsrunde der Saison 2017/18 trug er einen wesentlichen Anteil am Gewinn des Meistertitels. In der folgenden Saison 2018/19 kam er in 23 Ligaspielen zum Einsatz, in denen er zwei Tore erzielte.
Im August 2019 wurde sein Vertrag beim FC Brügge bis 2024 verlängert. In dieser Saison 2019/20 bestritt er 22 Ligaspiele, in denen er sechs Tore und drei Vorlagen verbuchen konnte und wurde mit der Mannschaft erneut belgischer Meister. Seinen ersten Doppelpack für Brügge machte er am 16. August 2020 beim 4:0-Sieg über den KAS Eupen. Insgesamt bestritt Diatta für Brügge 72 Liga-, 4 Pokal- und 18 Europapokalspiele sowie das gewonnene Superpokal-Spiel 2018.
Am 21. Januar 2021 wechselte Diatta zum französischen Erstligisten AS Monaco, wo er einen Vertrag bis 2025 unterzeichnete. Sein Debüt gab er zwei Tage später (21. Spieltag) beim 3:1-Heimsieg gegen Olympique Marseille, als er in der 68. Spielminute für Sofiane Diop eingewechselt wurde. Am 19. März (30. Spieltag) gelang ihm beim 4:0-Auswärtssieg gegen die AS Saint-Étienne sein erstes Tor im Trikot der Monégasques.

### Nationalmannschaft
In 2017 spielte Diatta für die senegalesische U-20-Nationalmannschaft bei U 20-Afrika-Meisterschaft und bei der U 20-Weltmeisterschaft.
Sein erstes Länderspiel für die A-Nationalmannschaft hatte er am 23. März 2019. Diatta gehört zum Aufgebot des Senegals für den Afrika-Cup 2019 und spielte dort in allen Spielen. Die Nationalmannschaft wurde bei diesem Turnier Zweiter. Dabei erzielte er im Auftaktspiel gegen Tansania den Endstand zum 2:0. Am Afrika-Cup 2022 konnte er wegen eines Kreuzbandrisses nicht teilnehmen.
Er gehörte bei der Weltmeisterschaft 2022 zum senegalesischen Kader und wurde dort in den ersten zwei Gruppenspielen sowie im gegen England verlorenen Achtelfinale eingesetzt.

## Erfolge
FC Brügge
- Belgischer Meister: 2018, 2020
- Belgischer Supercupsieger: 2018